# Asemrowo (plaats)
Asemrowo is een bestuurslaag in het regentschap Soerabaja van de provincie Oost-Java, Indonesië. Asemrowo telt 27.702 inwoners (volkstelling 2010).